# Kaboud-val-vízesés
A Kaboud-val-vízesés (perzsául: آبشار کبودوال; más írás szerint Kaboud vâl) vízesés Iránban, Gulisztán tartományban. Aliabad-e katul városától mindössze három kilométernyire, délre található. 
Kaboud-val a legnagyobb, teljesen mohával borított felületen folyó vízesés a tartományban és egyben az egyik legszebb turistalátványossága is a vidéknek. A vízesés magassága eléri a hat métert és vize iható.

## Fordítás
- Ez a szócikk részben vagy egészben  a   Kaboud-val című angol Wikipédia-szócikk ezen változatának fordításán alapul.  Az eredeti cikk szerkesztőit annak laptörténete sorolja fel. Ez a jelzés csupán a megfogalmazás eredetét és a szerzői jogokat jelzi, nem szolgál a cikkben szereplő információk forrásmegjelöléseként.